# John Frere
John Frere (10 août 1740 - 12 juillet 1807) est un antiquaire anglais et un découvreur pionnier en 1797 d'outils de l'Âge de la pierre, en association avec des ossements fossiles de grands animaux disparus, à Hoxne, dans le comté de Suffolk, en Angleterre.

## Biographie
John Frere est né à Roydon Hall, Norfolk, fils de Sheppard Frere et de Susanna Hatley. Ellenor Fenn (en) est sa sœur . En 1766, Frere reçoit son Master of Arts (MA) de Gonville and Caius College, Cambridge, où il est Second Wrangler.
Il occupe ensuite plusieurs postes politiques. Il est nommé haut shérif du Suffolk pour 1776-1777. Il est élu député de Norwich de 1799 à 1802 .

## Antiquaire

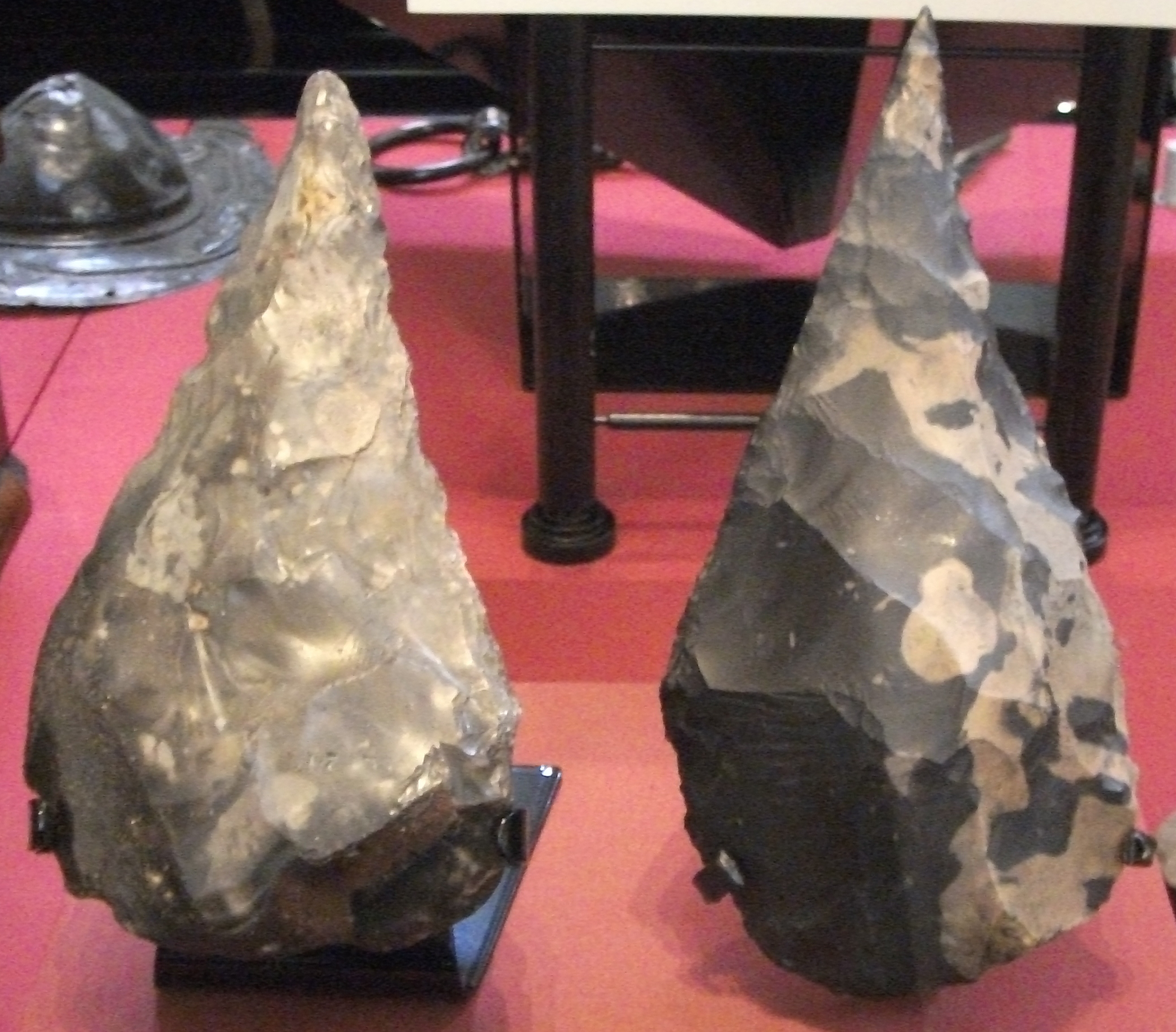
Un biface de Hoxne (à droite), à côté d'un biface de Gray's Inn Lane,
au British Museum

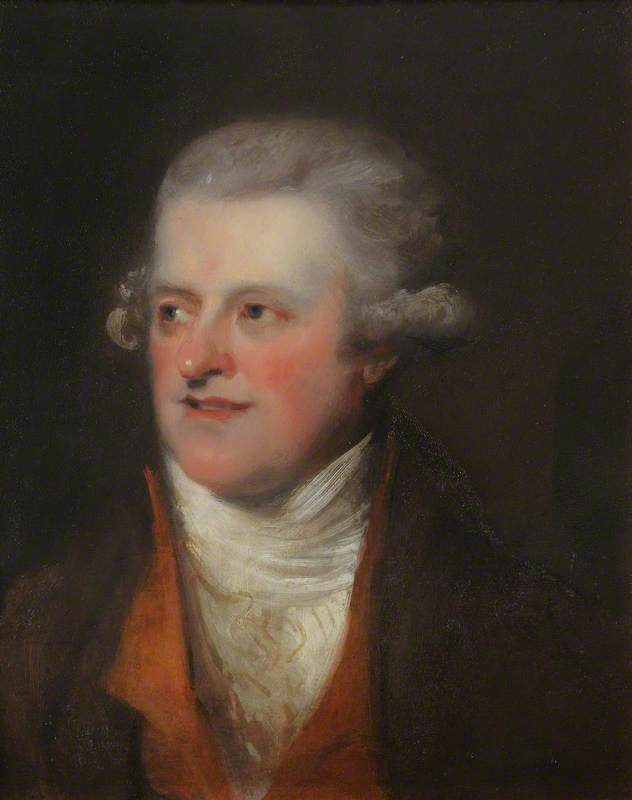
John Frere, par Henry Walton

Un intérêt pour le passé, suscité par l'observation d'outils en pierre travaillés dans une mine d'argile, l'amène à devenir membre de la Society of Antiquaries of London et de la Royal Society et à mener des fouilles sur un site situé juste au sud de Hoxne (Suffolk), 8 km à l'est, et de l'autre côté de la rivière Waveney, depuis son domicile de Roydon, près de Diss (Norfolk). Frere écrit une lettre à la Society of Antiquaries au sujet d'outils en silex et de gros os d'animaux disparus trouvés à une profondeur d'environ douze pieds (quatre mètres), dans un trou creusé par des maçons locaux. Il décrit les pierres travaillées comme « ... des armes de guerre, fabriquées et utilisées par un peuple qui n'avait pas l'usage des métaux. (..) La situation dans laquelle ces armes ont été trouvées peut nous inciter à les renvoyer à une époque en effet très lointaine, voire au-delà de celle du monde actuel. » De plus, Frere décrit soigneusement la stratigraphie du site : les outils lithiques se trouvent apparemment sous un ancien fond marin, mais pas dans une position où ils auraient pu être déplacés.
Bien que la lettre de Frere ait été officiellement lue à la Société le 22 juin 1797 et publiée par elle en 1800, son interprétation est si radicale selon les normes de l'époque qu'elle est restée ignorée pendant six décennies, jusqu'à ce qu'elle soit remarquée par John Evans,,.
Le site de Hoxne fouillé par Frere est considéré comme l'un des sites du Pléistocène moyen les plus importants du Royaume-Uni, pour les raisons énoncées dans sa lettre : juxtaposition d'artéfacts, de restes fossiles d'animaux et de preuves stratigraphiques. Son importance est double : pour la Préhistoire, montrant la présence du genre Homo en Grande-Bretagne il y a environ 400 000 ans, et pour la paléoclimatologie, comme marqueur de la période interglaciaire du Hoxnien (stade istopique 11).

## Famille
John Frere épouse Jane Hookham, fille de John Hookham, le 12 juin 1768. Ils ont sept fils et deux filles :
- John Hookham Frere (1769–1846), diplomate et poète
- Edward Frere (1770–1844), directeur de Clydach Ironworks, père de Sir Henry Bartle Frere[1]
- Jane Frere (1773–1829), épouse John Orde en 1793
- George Frere (1774–1854)
- William Frere (1775–1836), avocat, directeur du Downing College, Cambridge
- Barthélemy Frere (1776–1851), diplomate
- Susanna Frere (1778–1839)
- James Hatley Frere (en) (1779-1866), écrivain sur la prophétie biblique, ancêtre de Mary Leakey
- Temple Frere (1781–1859), membre du clergé, aumônier du président et chanoine de Westminster